# Regina Linnanheimo

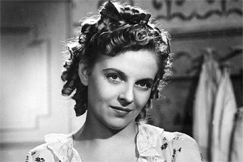
Regina Linnanheimo.

Axa Regina Elisabeth Linnanheimo, född 7 september 1915 i Helsingfors, död där 24 januari 1995, var en finländsk skådespelare. 
Linnanheimo var en av den finska melodramatiska filmens stora stjärnor. Hon debuterade 1931 som 16-åring i Valentin Vaalas Den breda vägen (Laveata tietä, 1931) och fick sin första huvudroll som Maikki i farsen Helsingfors främsta affärsman (Helsingin kuuluisin liikemies, 1934). Sitt egentliga genombrott fick hon i Teuvo Tulios melodramer Kampen om Heikkilä gård (Taistelu Heikkilän talosta, 1936) och Silja (Nuorena nukkunut, 1937). Härefter blev hon anställd vid Suomen Filmiteollisuus. Hon visade stor flexibilitet i sina rolltolkningar och spelade allting från vamp till oskuld med stor övertygelse. Genom sin skönhet tillförde hon som ung filmerna "glittrande glamour" i 1930-talets anda, medan Teuvo Tulio gav henne mer erotisk-syndiga roller. 
Under krigsåren medverkade Linnanheimo i ett flertal eskapistiska filmer med romantiskt och ofta historiskt tema. Mest kända är Brunnsparkens vackra Regina (Kaivopuiston kaunis Regina, 1941), En vandrares vals (Kulkurin valssi, 1941) och Förbjudna stunder (Katariina ja Munkkiniemen kreivi, 1943). Efter kriget medverkade Linnanheimo nästan uteslutande i Teuvo Tulios filmer och erhöll Jussistatyetten för sina huvudroller i Kärlekens kors (Rakkauden risti, 1946) och Oroligt blod (Levoton veri, 1946). När hon lämnade filmen 1956 hade hon medverkat i närmare 40 produktioner. Därefter arbetade hon fram till sin pensionering som översättare vid Rundradion.